# 辻野委住
辻野 委住（つじの いずみ、1996年1月31日 - ）は、日本の読者モデル。別名義はいずみる。168センチメートル。A型。
ミスユニバース2014セミファイナリスト。『メイクme』公式メンバーとして登場した。